# Ambasciatori austriaci nell'Assia-Kassel
L'ambasciatore austriaco nell'Assia-Kassel era il primo rappresentante diplomatico dell'Austria (del Sacro Romano Impero, dell'Impero austriaco e dell'Impero austro-ungarico) nell'elettorato d'Assia-Kassel. 
Le relazioni diplomatiche tra i due stati iniziarono dopo il Congresso di Vienna nel 1815 e si conclusero nel 1866 quando la Prussia incorporò lo stato nel proprio regno.

## Impero austriaco
- 1815–1815: Leopold von Daiser (–1856)
- 1815–1815: Johann Rudolf von Buol-Schauenstein (1763–1834)
- 1815–1816: vacante
- 1816–1820: Johann Peter Theodor von Wacquant-Geozelles (1754–1844)
- 1820–1827: Caspar Philipp von Spiegel-Diesenberg (1776–1837)
- 1827–1838: Carl von Löwenherz-Hruby und Geleny (1825–1887)
- 1839–1843: Franz von Kuefstein (1794–1871)
- 1843–1851: Edmund von Hartig (1812–1883)
- 1851–1855: Damian Friedrich von Ingelheim (1807–1888)
- 1855–1857: Joseph von Philippović (1818–1889)
- 1857–1863: Ladislaus von Karnicki (1820–1883)
- 1864–1866: Ludwig von Paar (1817–1893)

1866: Interruzione delle relazioni diplomatiche per l'assorbimento dello stato nella Prussia